# Червоний Орлик
Черво́ний О́рлик — село в Україні, у Божедарівській селищній громаді Кам'янського району Дніпропетровської області.
Населення — 20 мешканців.

## Географія
Село Червоний Орлик знаходиться біля витоків річки Кам'янка, нижче за течією на відстані 2,5 км розташоване село Братське (Криворізький район). На відстані 1,5 км розташоване селище Милорадівка. Поруч проходить залізниця, станція Милорадівка за 2 км.

## Населення

### Мова
Розподіл населення за рідною мовою за даними перепису 2001 року:
| Мова       | Відсоток |
| ---------- | -------- |
| українська | 95 %     |
| російська  | 5 %      |